# ライド (オランダの企業)
ライド｛RYDE、(旧リジダ 、Rigida)｝は、オランダのオートバイ部品・自転車部品のメーカーである。車輪に用いるリムを主力商品としている。
1908年にバルネフェルトで創業。金属の鍛造加工を得意とする。1950年代にボクスメールへ移転し、オートバイ・自転車のリムを主力製品として生産するようになった。

## 関連会社
- RYDE BV　(オランダ本社)[1]。
- Rigida　(マレーシア)[1]。
- RYDE Hungary　(ハンガリー)[1]。
- Bike Parts Hong Kong　(香港)[1]。
- Weinmann Metal Products (中国)[1]。